# Grone
Grone é uma comuna italiana da região da Lombardia, província de Bérgamo, com cerca de 731 habitantes. Estende-se por uma área de 7 km², tendo uma densidade populacional de 104 hab/km². Faz fronteira com Adrara San Martino, Berzo San Fermo, Casazza, Monasterolo del Castello, Vigano San Martino.

## Demografia
| Variação demográfica do município entre 1861 e 2011                               |
|                                                                                   |
| Fonte: Istituto Nazionale di Statistica (ISTAT) - Elaboração gráfica da Wikipedia |